# Louisville (Nebraska)
Louisville est une ville des États-Unis située dans le Comté de Cass dans l'État du Nebraska. Au recensement de 2010, sa population était de 1 106 habitants.

## Source de la traduction
- (en) Cet article est partiellement ou en totalité issu de l’article de Wikipédia en anglais intitulé « Louisville, Nebraska » (voir la liste des auteurs).